# Língua hdi
A língua hdi (em hdi: xdí; AFI: /xdi/), também conhecido como hide, xədi ou tur, é uma língua afro-asiática pertencente ao ramo das línguas chádicas, mais especificamente, do subgrupo biu-mandara. Ela se encontra em um estado estável em desenvolvimento com 29 mil falantes atualmente, dado de 2001, localizados nos países de Camarões e Nigéria, com uma predominância na vila de Tourou, localizada na Comuna de Mokolo, na província Extremo Norte (em francês: Extrême-Nord; em inglês: Far North) de Camarões.
Hdi é utilizado no primeiro ano de escolas primárias em Camarões, prática comum com línguas indígenas nas escolas públicas do país. Além disso, ela possui um suporte digital em ascensão, apresentando alguns conteúdos na forma digital, com destaque a ferramentas de tradução ou correção ortográfica. Além disso, 700 alunos adultos estão em programas de alfabetização cada ano.
O surgimento da língua possui muita semelhanças com o de outras línguas do ramo biu-mandara, principalmemte pela proximidade e pelas relações de trocas comerciais entre esses povos, o que impacta diretamente a língua, possuindo empréstimos das línguas hauçá, fula e francês. Ainda, mesmo existindo menções sobre ela desde 1971, nos trabalhos de Ekkehard Wolff, apenas em 2001 foi publicada a primeira gramática sobre a língua pelo linguista Zygmunt Frajzyngier.
Hdi é uma língua tonal que utiliza um alfabeto latino expandido com 45 letras, possuindo dígrafos relacionados a indicação dos tons, que são elementos essenciais no léxico e na função semântica das palavras. Além disso, a reduplicação de verbos é um fenômeno comum na língua que serve para indicar tanto pluralidade relacionada ao verbo quanto seu aspecto. Ela é uma língua ergativa-absolutiva com ordem VSO, com o sujeito e objeto relacionando-se com o verbo principalmente pela adição de afixos, que possui singular, plural e dual, o último ocorrendo apenas na primeira pessoa, a qual também possui uma separação de inclusivo e exclusivo.

## Etimologia
O termo endônimo xdí possui diversos usos, sendo eles, um topônimo correspondente  ao termo Tourou, que é a vila onde predominante a língua é falada, o autônimo da língua e um etnônimo.  A origem mais provável para esse termo é que ele tenha derivado de uma palavra que signifique 'homem', uma vez que outras línguas chádicas possuem palavras que são cognatos do termo xdí, como hìdé, que é um dos exônimos da língua.
Enquanto que o termo mais utilizado para representar a língua é hdi, uma transcrição do endônimo, em que o 'h' inicial representa a consoante velar fricativa desvozeada. Essa é a transcrição mais próxima da pronúncia da palavra (/xdi/) e ainda é compatível com a estrutura fonêmica existente na língua, a qual é composta por um encontro consonantal inicial seguido por uma vogal anterior fechada.
O exônimo tur é utilizado por ter a mesma pronúncia em inglês que o nome da vila onde hdi é majoritariamente falado, Tourou.

## Distribuição

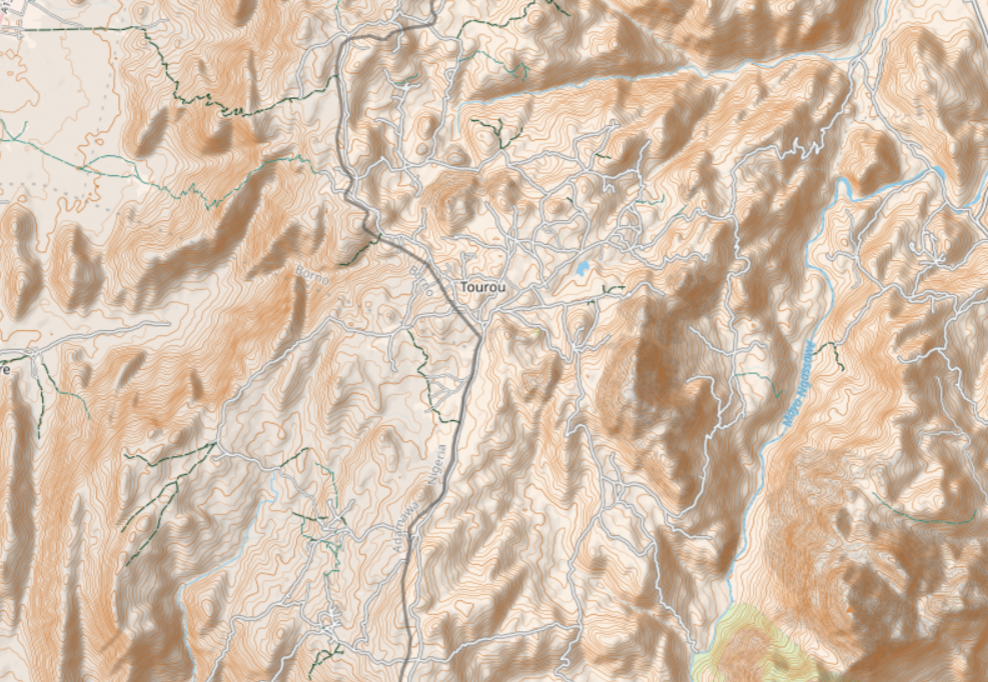
Mapa da vila de Tourou e arredores, gerado a partir de dados do OpenStreetMap. Map data © OpenStreetMap contributors, CC-BY-SA 2.0.

A língua hdi está em um estado de desenvolvimento com cada vez mais pessoas em programas de alfabetização na língua, 700 adultos cada ano, e escolas primárias públicas em Camarões ensinando ela no primeiro ano. Além disso, a presença desse idioma nos meios digitais também está em ascensão com o surgimento de ferramentas digitais como tradutores e corretores ortográficos adaptados para essa língua.
Os falantes da língua hdi estão concentrados principalmente em Camarões, especialmente na vila de Tourou e em povoados vizinhos, totalizando cerca de 25 mil pessoas. Além disso, há uma comunidade de aproximadamente 5 mil falantes na Nigéria, resultado da migração para cidades como Mubi e Yola. A vila de Tourou está localizada em uma região montanhosa na fronteira entre Camarões e Nigéria, a aproximadamente uma hora de viagem de carro ao norte de Mokolo, resultando em uma dificuldade de disseminação da língua. 

### Dialetos
Mesmo com um número de falantes relativamente pequeno e localizações em uma área mais restrita, ainda existem algumas diferenças, principalmente léxicais, de dialetos nessa língua. Essas diferenças são encontradas ao comparar o dialeto falado na região mais próxima do centro de Tourou e em uma área mais remota, chamada de ndrúk. A seguir estão alguns exemplos dessas diferenças:
| Centro | ndrúk | Português          |
| ------ | ----- | ------------------ |
| dzà'á  | dà    | Marcador de futuro |
| í      | íyù   | Eu                 |

Além dessas diferenças nos dialetos causada por uma diferença geográfica, observa-se mudanças consideráveis na sintaxe de hdi por falantes que passam muito tempo fora de suas comunidades. As principais diferenças observadas são que períodos simples tendem a ter o formato SVO e períodos compostos com verbos frequentes normalmente possuem a ordem principal-subordinada. Essas ordens não são características do hdi, mas estão presentes nas línguas com as quais seus falantes entram em contato, como fula, hauçá, mafa e canúri.

### Línguas relacionadas

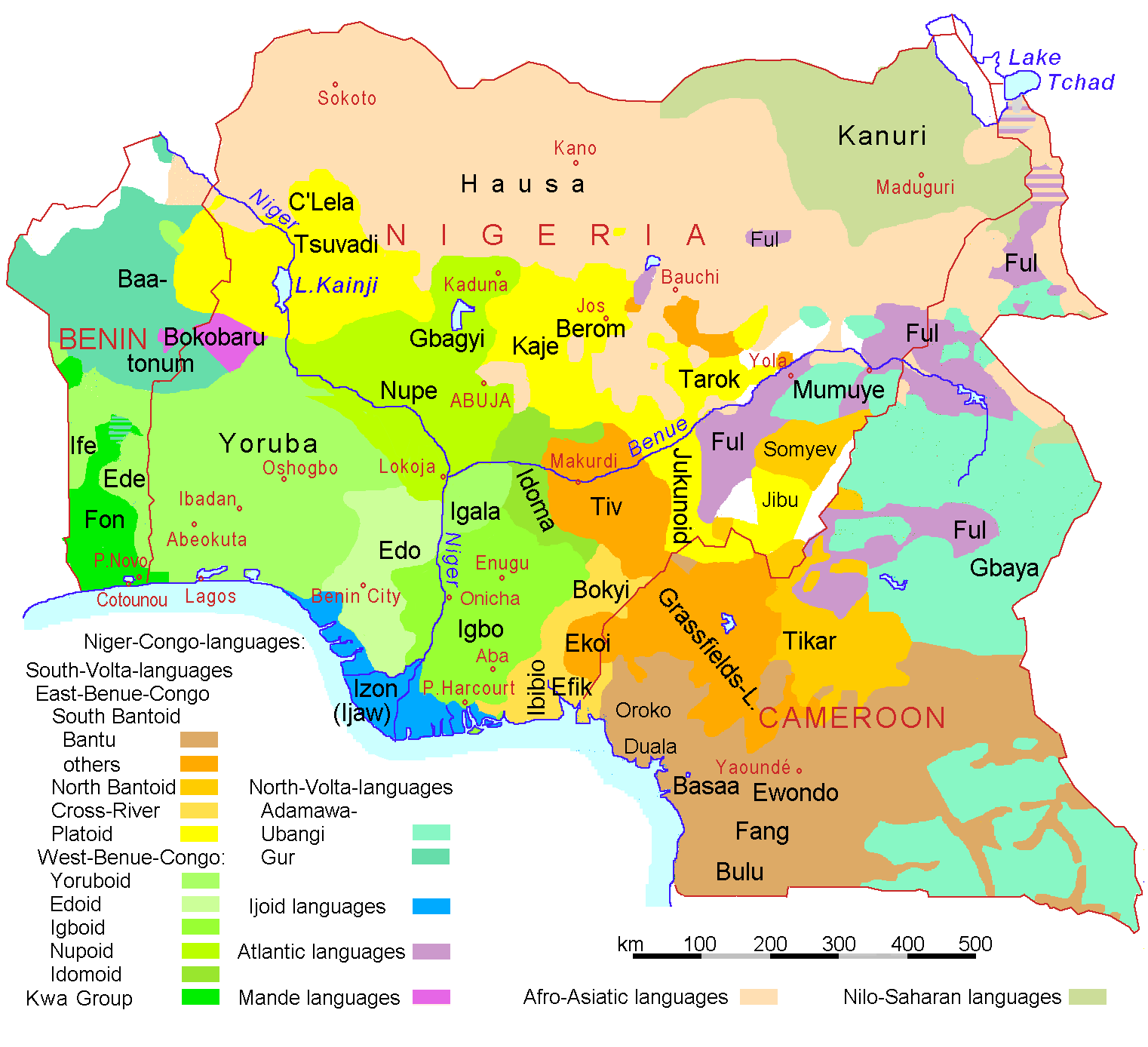
Mapa das principais línguas em Nigéria, Camarões e Benin

Mesmo que os falantes de hdi estão localizados em uma região relativamente isolada, eles entram em contato com falantes de outras línguas, recebendo empréstimos linguísticos principalmente das línguas fula, mafa e hauçá. Além das línguas que existem empréstimos, os falantes de hdi costumam utilizar o francês, língua oficial de Camarões, o inglês, gvoko e vemgo-mabas.
A língua hdi faz parte do ramo mandara das línguas biu-mandaras. Esse ramo pode ser dividido da seguinte forma:
|  | lamang |
|  |        |

|  | hdi |
|  |     |

|  | vemgo-mabas |
|  |             |

|  | lamang |
|  |        |

|  | hdi |
|  |     |

|  | vemgo-mabas |
|  |             |

|  | cineni |
|  |        |

|  | dghwede |
|  |         |

|  | glavda |
|  |        |

|  | guduf-gava |
|  |            |

|  | gvoko |
|  |       |

|  | cineni |
|  |        |

|  | dghwede |
|  |         |

|  | glavda |
|  |        |

|  | guduf-gava |
|  |            |

|  | gvoko |
|  |       |

|  | \| \| wandala \| \| \| \| |
|  |                           |
|  | wandala                   |
|  |                           |

|  | wandala |
|  |         |

|  | \| \| parkwa \| \| \| \| |
|  |                          |
|  | parkwa                   |
|  |                          |

|  | parkwa |
|  |        |

|  | cineni |
|  |        |

|  | dghwede |
|  |         |

|  | glavda |
|  |        |

|  | guduf-gava |
|  |            |

|  | gvoko |
|  |       |

|  | cineni |
|  |        |

|  | dghwede |
|  |         |

|  | glavda |
|  |        |

|  | guduf-gava |
|  |            |

|  | gvoko |
|  |       |

|  | \| \| wandala \| \| \| \| |
|  |                           |
|  | wandala                   |
|  |                           |

|  | wandala |
|  |         |

|  | \| \| parkwa \| \| \| \| |
|  |                          |
|  | parkwa                   |
|  |                          |

|  | parkwa |
|  |        |

|  | lamang |
|  |        |

|  | hdi |
|  |     |

|  | vemgo-mabas |
|  |             |

|  | lamang |
|  |        |

|  | hdi |
|  |     |

|  | vemgo-mabas |
|  |             |

|  | cineni |
|  |        |

|  | dghwede |
|  |         |

|  | glavda |
|  |        |

|  | guduf-gava |
|  |            |

|  | gvoko |
|  |       |

|  | cineni |
|  |        |

|  | dghwede |
|  |         |

|  | glavda |
|  |        |

|  | guduf-gava |
|  |            |

|  | gvoko |
|  |       |

|  | \| \| wandala \| \| \| \| |
|  |                           |
|  | wandala                   |
|  |                           |

|  | wandala |
|  |         |

|  | \| \| parkwa \| \| \| \| |
|  |                          |
|  | parkwa                   |
|  |                          |

|  | parkwa |
|  |        |

|  | cineni |
|  |        |

|  | dghwede |
|  |         |

|  | glavda |
|  |        |

|  | guduf-gava |
|  |            |

|  | gvoko |
|  |       |

|  | cineni |
|  |        |

|  | dghwede |
|  |         |

|  | glavda |
|  |        |

|  | guduf-gava |
|  |            |

|  | gvoko |
|  |       |

|  | \| \| wandala \| \| \| \| |
|  |                           |
|  | wandala                   |
|  |                           |

|  | wandala |
|  |         |

|  | \| \| parkwa \| \| \| \| |
|  |                          |
|  | parkwa                   |
|  |                          |

|  | parkwa |
|  |        |

Uma pesquisa realizada pelo linguista Cameron Hamm sobre as línguas dos sub-ramos lamang e glavda, com 3 dialetos da língua guduf-gava, indicou que a maior similaridade lexical do hdi ocorre com a língua vemgo-mabas, com 82% de similaridade. A seguir, está representada uma tabela com a similaridade do hdi com as línguas e dialetos analisados:
| Língua      | Similaridade (%) |
| ----------- | ---------------- |
| Hdi         | 100              |
| Vemgo-mabas | 82               |
| Lamang      | 76               |
| Gvoko       | 68               |
| Dghwede     | 50               |
| Gava        | 48               |
| Guduf       | 48               |
| Chikide     | 47               |
| Cineni      | 45               |
| Glavda      | 44               |

E, por fim, uma comparação entre vocábulos de línguas dos sub-ramos lamang e glavda, as quais foram analisadas na pesquisa do linguista:
| Palavra | Lamang | Hdi   | Vemgo-Mabas | Gvoko | Dghwede | Guduf | Gava | Chikide | Cineni | Glavda |
| ------- | ------ | ----- | ----------- | ----- | ------- | ----- | ---- | ------- | ------ | ------ |
| Boca    | ewe    | wi    | wi          | ʒaɲwe | wi      | ʒaʝa  | ʒaʝa | ʒaʝa    | ʒaʝa   | ʒaʝa   |
| Olho    | ili    | iri   | ili         | odo   | ʁiɛ     | dija  | dija | dija    | gija   | gija   |
| Dente   | ɬiɗɲi  | ɬiʔiɲ | ɬiɾiɲ       | ɬiɾ   | ɬiɾɛ    | ɬiɗe  | ɬiɗa | ɬɾɗa    | ɬɾɗa   | ɬɾɗa   |
| Sangue  | uɓíji  | us    | uʔus        | uza   | ʊzoʔa   | vəʒa  | vəʒa | vəʒa    | avza   | avza   |
| Osso    | χʷuɗʃí | ʁuɗʃí | ʁuɗʃí       | iʈali | ʈala    | ʈala  | ʈala | ʈala    | ʈala   | ʈala   |

## História

### História da língua

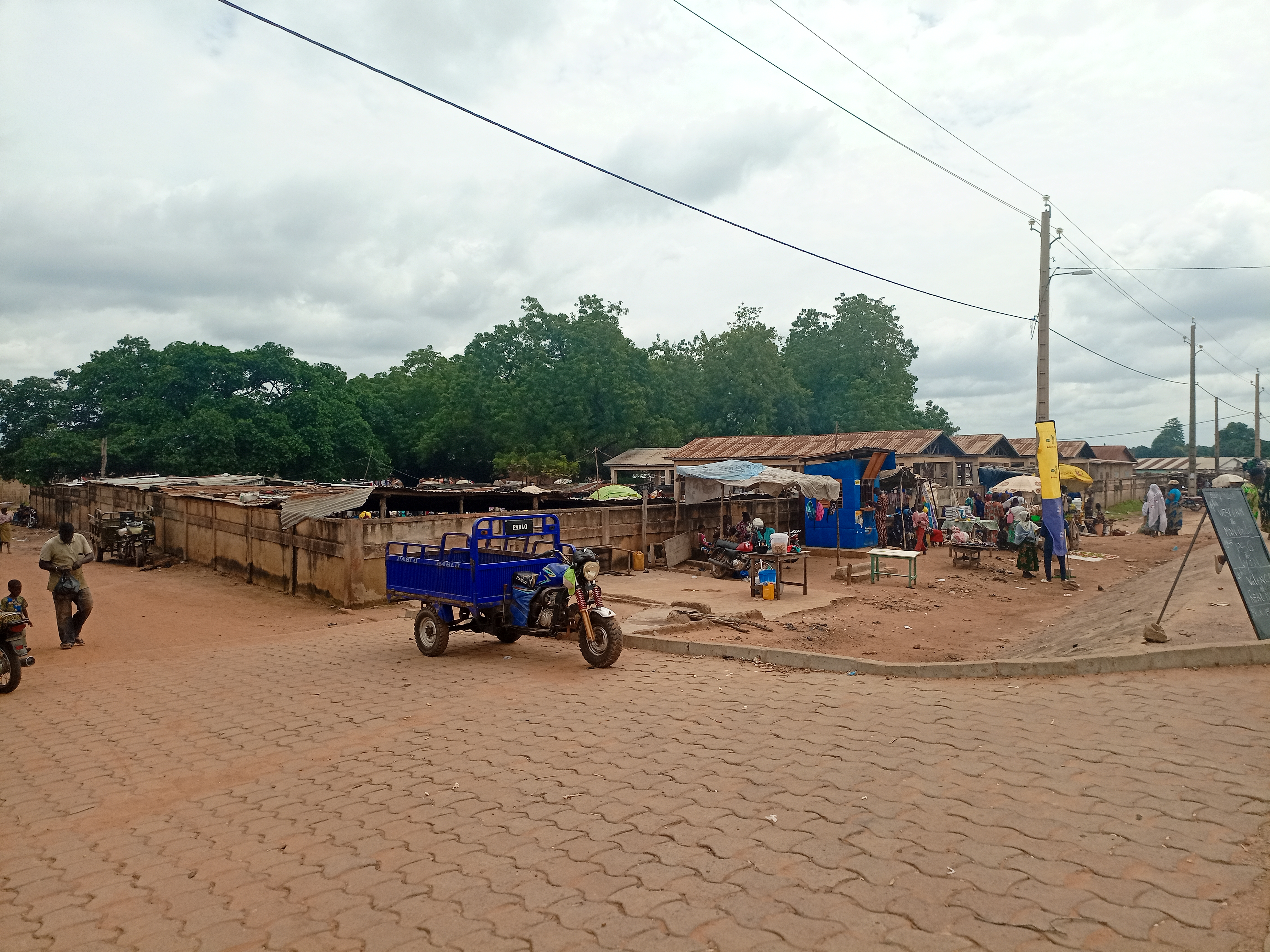
Mercado local da vila de Tourou

A história oral sobre o surgimento da língua diz que a população de Tourou teria sido estabelecida por Matsa e seu filho Gulu. Matsa é descrito como um dos doze filhos de Kďeri, uma figura ancestral importante na tradição local. Os outros filhos de Kďeri são associados à fundação de diversas comunidades e povoados na região, incluindo Kapsiki, Margi, Mabas, Gdalu (ou Gdolu), Xduvun, entre outros. Ainda, destaca-se três desses grupos, Kapsiki, Margi e Mabas, falam línguas pertencentes ao ramo biu-mandara.
A vila de Tourou está localizada em uma região montanhosa na fronteira entre Camarões e Nigéria, resultando em uma dificuldade de disseminação da língua. Mesmo assim, a língua hdi sofreu influências de idiomas vizinhos, especialmente de civilizações com as quais mantém relações comerciais. Entre esses grupos estão os canúrios, que tradicionalmente comercializam feijão, enquanto os hdi trocam milho-de-guiné. Essas interações contribuíram para o enriquecimento lexical e cultural da língua hdi.

### História moderna de Tourou

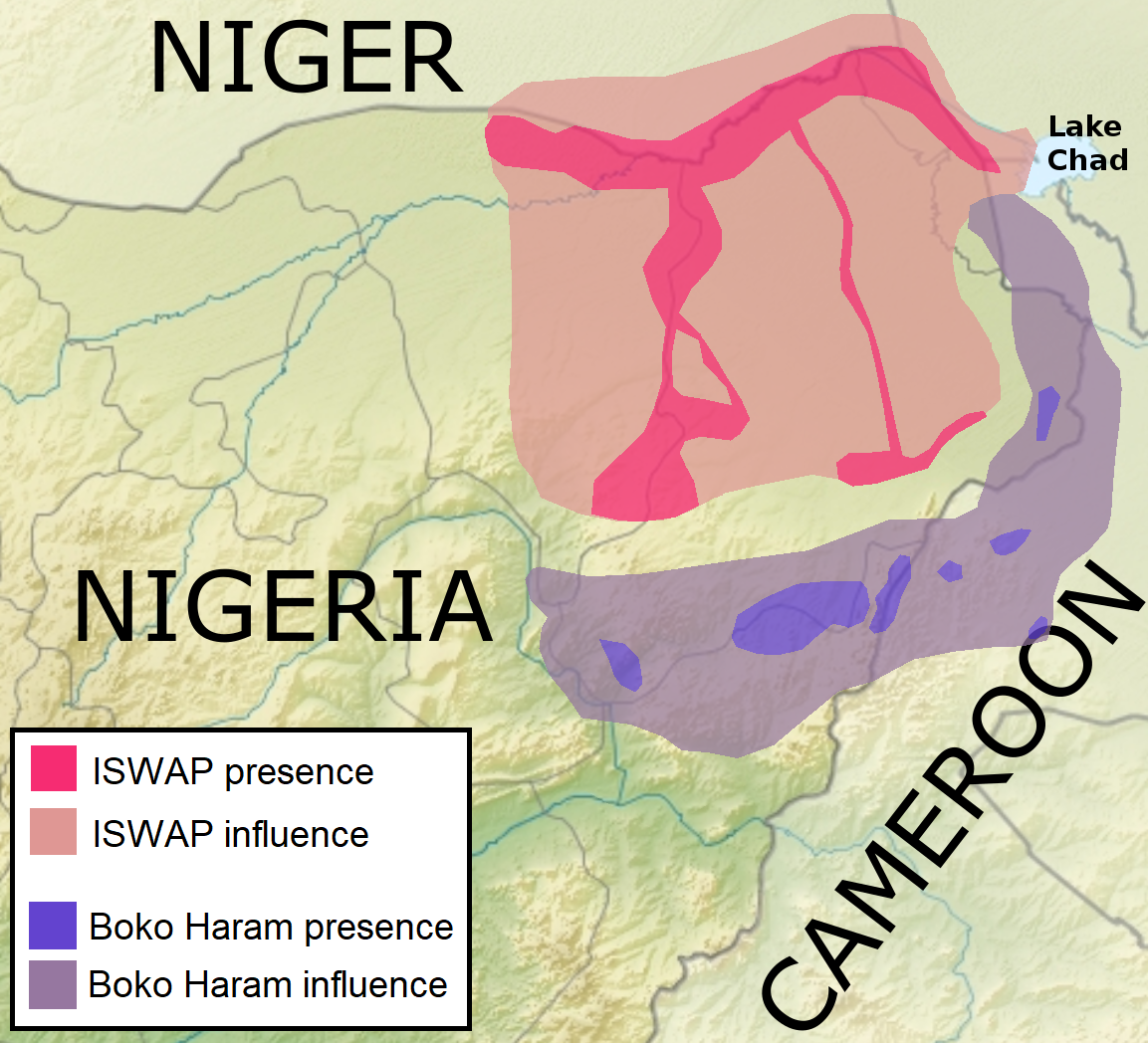
Territórios ocupados e que estão sob a influência do Boko Haram

A vila de Tourou e sua região têm enfrentado desafios significativos ao longo de sua história moderna. No final do século XIX e início do século XX, a área foi alvo de frequentes ataques do infame traficante de escravos Hamman Yaji (Vaughan e Kirk-Greene, 1995). Os homens capturados por Yaji foram forçados a construir a estrada entre Mokolo e Tourou, cujos vestígios ainda podem ser observados na região. Esses ataques tiveram impactos profundos na comunidade hdi, gerando desconfiança em relação a instituições externas. Por muitos anos, os falantes de hdi relutaram em enviar seus filhos à escola, temendo que isso fosse uma forma de separá-los de suas famílias. Desde 2013, a região tem sido afetada por insurgências da seita terrorista Boko Haram, que intensificou a instabilidade e a insegurança na área.
Além de seu contexto histórico, Tourou é conhecida como uma atração turística, principalmente devido ao mercado local e às cabaças pintadas caracteristicamente usadas pelas mulheres como chapéus. Esses elementos culturais destacam a riqueza das tradições locais, mesmo em meio aos desafios enfrentados pela comunidade.

### História da documentação
A primeira menção da língua hdi ocorreu entre 1971 e 1972 pelo linguista Ekkehard Wolff, que a considerava um dialeto da língua lamang, mas não mostrou argumentação que suportasse essa afirmação. O primeiro trabalho exclusivo ocorreu em 1971 pelo linguista Paul Kazuhisa Eguchi, que escreveu um dicionário que descreve uma parte do vocabulário da língua e a considerava uma língua independente, dado a falta de inteligibilidade mútua entre hdi e as línguas vizinhas.
Mesmo que a língua já fosse conhecida e abordada desde metade do século XX, as primeiras gramáticas sobre ela só foram registradas no final desse século e início do século XXI, sendo um rascunho de gramática escrito em 1994 pela linguista Elizabeth Gathman e uma gramática completa publicada em 2001 pelo linguista Zygmunt Frajzyngier.
Atualmente, o uso da língua nos meios digitais está em uma situação de ascensão com o desenvolvimento de ferramentas digitais que suportam essa língua, além de produções em vídeo e uma versão digital em hdi da Bíblia católica.

## Fonologia

### Consoantes
O inventário consonantal da língua hdi inclui consoantes implosivas, plosivas, nasais, fricativas, africadas, vibrantes e aproximantes. Além da presença de consoantes pré-nasalizadas, glotalizadas e labializadas, totalizando 41 fonemas consonantais, sendo que 33 estão representados na tabela a seguir:
|                     | Bilabial | Bilabial | Labiodental | Labiodental | Alveolar | Alveolar | Palatal | Palatal | Velar | Velar |
| ------------------- | -------- | -------- | ----------- | ----------- | -------- | -------- | ------- | ------- | ----- | ----- |
| Plosiva             | p ⓘ      | b ⓘ      |             |             | t ⓘ      | d ⓘ      |         |         | k ⓘ   | ɡ ⓘ   |
| Implosiva           | ɓ ⓘ      | ɓ ⓘ      | ɗ ⓘ         | ɗ ⓘ         |          |          |         |         |       |       |
| Nasal               | m ⓘ      | m ⓘ      | n ⓘ         | n ⓘ         | ŋ ⓘ      | ŋ ⓘ      |         |         |       |       |
| Vibrante            |          |          | r ⓘ         | r ⓘ         |          |          |         |         |       |       |
| Africada            | t͡s       | d͡z ⓘ     | t͡ɕ ⓘ        | d͡ʑ ⓘ        |          |          |         |         |       |       |
| Fricativa           | ɸ ⓘ      | β ⓘ      | f ⓘ         | v ⓘ         | s ⓘ      | z ⓘ      | ç ⓘ     | ʝ ⓘ     | x ⓘ   | ɣ ⓘ   |
| Fricativa lateral   |          |          |             |             | ɬ ⓘ      | ɮ ⓘ      |         |         |       |       |
| Aproximante         | w ⓘ      | w ⓘ      |             |             | j ⓘ      | j ⓘ      |         |         |       |       |
| Aproximante lateral |          |          | l ⓘ         | l ⓘ         |          |          |         |         |       |       |

#### Consoantes pré-nasalizadas, glotalizadas e labializadas
Além dos fonemas consonantais já mencionados, em hdi existem dígrafos que são formados por uma consoante nasal antes de uma vogal, gerando uma consoante pré-nasalizada, a junção de uma pausa glotal (') e uma consoante, que resulta em uma consoante glotalizada. e a existência da consoante velar labializada. Esses fonemas estão representados a seguir:
|                 | Bilabial | Labial | Alveolar    | Palatal | Velar |
| --------------- | -------- | ------ | ----------- | ------- | ----- |
| Labializada     |          |        |             |         | kʷ    |
| Pré-nasalizadas | ᵐb       |        | ᵐd, ⁿd, ⁿd͡z |         | ⁿg    |
| Glotalizadas    |          | 'w     |             | 'j      |       |

### Vogais
Existem 5 fonemas vocálicos que são utilizados em palavras que não são empréstimos e estão retratadas na tabela seguinte. Além disso, alguns empréstimos linguísticos utilizam também a vogal "o":
|             | Anterior | Central | Posterior |
| ----------- | -------- | ------- | --------- |
| Fechada     | i ⓘ      |         | u ⓘ       |
| Semifechada | e ⓘ      |         | o ⓘ       |
| Média       |          | ə ⓘ     |           |
| Central     | a ⓘ      |         |           |

### Tons
Existem dois tons principais na língua: alto, indicado por /´/, e baixo, representado por /`/. O tom é considerado uma componente da estrutura dos morfemas independente, sendo, geralmente, aplicado a vogais e consoantes nasais. Eles possuem um papel importante tanto no contexto lexical quanto na gramatical da língua. No léxico, são utilizados para diferenciar palavras que possuem a mesma estrutura. Enquanto que no contexto gramatical, também desempenham funções importantes em praticamente todas as construções da língua, como indicar a função sintática dos termos, a posse, o plural, a dúvida. A seguir, alguns exemplos de palavras com a indicação de seu tom:
- zá (comer)
- zà (esquecer)
- m̀ndú (homem)
- kwítìkw (pequeno)

### Fonotática
A análise fonotática da língua hdi indica que as sílabas têm uma estrutura flexível, permitindo variações no onset (início da sílaba) e na coda (final da sílaba). O núcleo da sílaba pode ser uma vogal ou uma consoante nasal, e o onset pode ser uma consoante ou um encontro consonantal. A coda pode conter uma consoante nasal, uma oclusiva ou uma fricativa, e a nasal alveolar se torna velar em posição final de palavra. Além disso, encontros consonantais são permitidos na coda apenas se consistirem em uma oclusiva seguida de um aproximante, devido à labialização de u após uma consoante velar. Quando surgem violação de estruturas silábicas permitidas, uma vogal epentética é inserida para corrigir a sequência de sons. Além disso, se a ausência do tom afetar a codificação gramatical realizada pelo tom, uma vogal epentética é inserida. A vogal é inserida na primeira posição onde ocorre a violação da estrutura silábica. A vogal da próxima sílaba é copiada para a posição proibida ou para a primeira posição que exige a realização do tom.

## Ortografia
O sistema de escrita utilizado pela língua é o alfabeto latino, porém em uma versão expandida com 45 caracteres e que não inclui as letras Q. Além disso, a representação dos fonemas /d͡ʑ/, /d͡z/, /kʷ/, /ɣ/ e /t͡s/ é feita por meio dos dígrafos dž, dz, kw, ts e gh, respectivamente, e a direção da escrita é da esquerda para a direita.
Hdi utiliza 4 diacríticos: o caron (ˇ) em Č, Š, Ž e Dž constitui os fonemas /t͡ɕ/, /ç/, /ʝ/ e /d͡ʑ/, respectivamente; o apóstrofo (') antes de w e y indica a pausa glotal; o acento grave (`), para indicar tom baixo; e o acento agudo (´), para o tom alto. Abaixo estão listados os caracteres em suas formas maiúsculas e minúsculas, junto aos respectivos nomes das letras em português e suas pronúncias na língua:
| Maiúscula | Minúscula | Nome da letra | Pronúncia (IPA) | Exemplo de pronûncia                       |
| --------- | --------- | ------------- | --------------- | ------------------------------------------ |
| A         | a         | a             | /a/             | alma pronúnciaⓘ                            |
| B         | b         | bê            | /b/             | bonita pronúnciaⓘ                          |
| ẞ         | ß         | eszett        | /β/             | lava (espanhol) pronúnciaⓘ                 |
| Ɓ         | ɓ         | b com gancho  | /ɓ/             | body (inglês) pronúnciaⓘ                   |
| D         | d         | dê            | /d/             | dor pronúnciaⓘ                             |
| Ɗ         | ɗ         | d com gancho  | /ɗ/             | não há equivalente no português pronúnciaⓘ |
| Dz        | dz        | dz            | /d͡z/            | aprendizado pronúnciaⓘ                     |
| Dž        | dž        | dž            | /d͡ʑ/            | não há equivalente no português pronúnciaⓘ |
| E         | e         | e             | /e/             | pé pronúnciaⓘ                              |
| Ə         | ə         | schwa         | /ə/             | maçã pronúnciaⓘ                            |
| F         | f         | éfe           | /f/             | faca pronúnciaⓘ                            |
| Ƒ         | ƒ         | f com gancho  | /ɸ/             | fuera (espanhol) pronúnciaⓘ                |
| G         | g         | gā            | /g/             | língua pronúnciaⓘ                          |
| I         | i         | i             | /i/             | minhoca pronúnciaⓘ                         |
| K         | k         | cá            | /k/             | camiseta pronúnciaⓘ                        |
| Kw        | kw        | kw            | /kʷ/            | qual                                       |
| L         | l         | ele           | /l/             | labirinto pronúnciaⓘ                       |
| M         | m         | ême           | /m/             | moqueca pronúnciaⓘ                         |
| N         | n         | êne           | /n/             | náutico pronúnciaⓘ                         |
| Ŋ         | ŋ         | eng           | /ŋ/             | manga pronúnciaⓘ                           |
| O         | o         | ô             | /o/             | ovo pronúnciaⓘ                             |
| P         | p         | pê            | /p/             | pipoca pronúnciaⓘ                          |
| R         | r         | érre          | /r/             | rato (em algumas variantes) pronúnciaⓘ     |
| S         | s         | ésse          | /s/             | sotaque pronúnciaⓘ                         |
| Š         | š         | s com caron   | /ç/             | mujer (espanhol) pronúnciaⓘ                |
| T         | t         | tê            | /t/             | tonto pronúnciaⓘ                           |
| Ts        | ts        | ts            | /t͡s/            | participação pronúnciaⓘ                    |
| U         | u         | u             | /u/             | música pronúnciaⓘ                          |
| V         | v         | vê            | /v/             | vida pronúnciaⓘ                            |
| W         | w         | dáblio        | /w/             | quase pronúnciaⓘ                           |
| 'W        | 'w        | 'w            | /'w/            | pausa em ãh-ãh + quase                     |
| X         | x         | xis           | /x/             | rosa pronúnciaⓘ                            |
| Y         | y         | ípsilon       | /j/             | boia pronúnciaⓘ                            |
| 'Y        | 'y        | 'y            | /'j/            | pausa em ãh-ãh + boia                      |
| Gh        | gh        | gh            | /ɣ/             | mármore (em algumas variantes) pronúnciaⓘ  |
| Z         | z         | zê            | /z/             | zebra pronúnciaⓘ                           |
| Ž         | ž         | z com caron   | /ʝ/             | desayuno (espanhol) pronúnciaⓘ             |
| ɮ         | ɮ         | lezh          | /ɮ/             | não há equivalente no português pronúnciaⓘ |
| ɬ         | ɬ         | l com faixa   | /ɬ/             | não há equivalente no português pronúnciaⓘ |
| Mb        | mb        | mb            | /ᵐb/            | moqueca + bonita                           |
| Md        | md        | md            | /ᵐd/            | moqueca + dor                              |
| Nd        | nd        | nd            | /ⁿd/            | náutico + dor                              |
| Ndz       | ndz       | ndz           | /ⁿd͡z/           | náutico + aprendizado                      |
| Ng        | ng        | ng            | /ⁿg/            | náutico + língua                           |
| Č         | č         | c com caron   | /t͡ɕ/            | não há equivalente no português pronúnciaⓘ |

## Gramática
A língua hdi possui 6 classes gramaticais principais, que incluem substantivos, verbos, adjetivos, adjuntos, quantificadores e numerais. Muitos substantivos e verbos, além de alguns adjetivos, são empréstimos de línguas que os falantes de hdi possuem contato direto ou indireto, principalmente de fula, hauça, árabe e frânces.
Na língua, não existe uma função semântica específica de sujeito e objeto, eles são considerados apenas o primeiro e o segundo argumento do verbo, sendo, principalmente, marcados por afixos adicionados à raiz do verbo. No entanto, com essa consideração para o que seria o sujeito e o objeto, a ordem dos constituintes da língua hdi é classificada como VSO, diferentemente do português, o qual possui a ordem SVO. Ainda, a língua possui um alinhamento que pode ser classificado como ergativo-absolutivo

### Substantivos
Os substantivos são classificados pela sua característica de servirem como sujeito ou objeto de uma predicação verbal ou predicado de uma predicação nominal. Em hdi, apenas os substantivos próprios possuem distinção de gênero, alguns nomes femininos são formados pela adição do sufixo wà ao masculino. Podem ser adicionados sufixos aos substantivos para indicar número e posse.

#### Número
O singular é a forma base do substantivo, sem marcação, e existem três sufixos indicadores de plural: -xà, -ì,  e -à, que é combinado com o infixo -a-. Seus usos não podem ser previstos por características semânticas ou fonológicas, sendo -xà, o mais comum, e -à, o mais raro. Além desses sufixos, a língua possui uma construção de plural associativo formada pelo elemento ì precedendo um substantivo e o marcador de coletivo lá, que precede um substantivo e indica o grupo de pessoas designado por ele. Ainda, não é necessário marcar o plural caso alguma palavra da oração já indique isso. A seguir estão alguns exemplos de palavras no plural:
- -xà: sígà-xà  (vaso)
- lá: lá rvèrì (reis)

#### Posse
O principal meio de se indicar posse na língua é pela adição do sufixo -á, o qual também é considerado o marcador de genitivo, e substitui a vogal final da palavra alterada, herdando seu tom. Ainda, pode-se marcar a ideia de posse com o pronome demonstrativo ná e com a preposição mà, a qual é adicionada entre a posse e o possuidor, essa sequência (posse - marcador - possuidor) é o comum de se ocorrer em hdi:
- -á: kr-à mbítsá (cachorro de Mbitsa)

### Pronomes
A língua hdi possui 5 tipos de pronomes: pronome pessoal independente, pronome demonstrativo, pronome possessivo, pronome oblíquo para sujeito e para objeto.

#### Pronome pessoal independente
Esses pronomes possuem as mesmas funções que os substantivos, sendo utilizados como sujeito e objeto de orações que dependem do contexto para possuírem sentido, sujeito de orações com predicado nominal e o objeto quando precedido por preposição. Os pronomes pessoais independentes possuem separação em gênero e número, existindo a divisão entre exclusivo e inclusivo para a primeira pessoa do plural, e a presença de um pronome para a primeira pessoa dual inclusiva. A seguir, está representada uma tabela com os pronomes independentes existentes em hdi:
| Pessoa   | Singular | Dual       | Plural    | Plural    |
| Pessoa   | Singular | Dual       | Inclusivo | Exclusivo |
| -------- | -------- | ---------- | --------- | --------- |
| Primeira | íi       | úú (incl.) | ámú       | áŋní      |
| Segunda  | kághá    |            | kághúní   | kághúní   |
| Terceira | tsátsí   |            | xáxə̀n     | xáxə̀n     |

#### Pronome demonstrativo
A língua possui três pronomes demonstrativos para indicar distâncias próximas (ná), médias (yá) e longas (á), semelhante ao português (isto, isso e aquilo). Ainda, os pronomes podem ser reduplicados para serem utilizados como substantivos independentes em uma oração.

#### Pronome possessivo
As classificações de número e pessoa desse tipo de pronome são iguais aos dos pronomes pessoais e o tom deles é sempre alto. A construção com possuidor pronominal possui um formato possuído - demonstrativo - possuidor, em que o demonstrativo precisa ser o marcador de genitivo -á. Ainda, diferentemente de outras línguas chádicas, a língua hdi não possui distinção entre posse alienável e inalienável.  A seguir, está uma tabela com os pronomes possessivos existentes em hdi:
| Pessoa   | Singular | Dual | Plural    | Plural    |
| Pessoa   | Singular | Dual | Inclusivo | Exclusivo |
| -------- | -------- | ---- | --------- | --------- |
| Primeira | ɗá       | úú   | mú        | ŋní       |
| Segunda  | ghá      |      | ghúní     | ghúní     |
| Terceira | ní       |      | tán/tàn   | tán/tàn   |

#### Pronome pessoal oblíquo
Os pronomes pessoais oblíquos são a forma de afixo dos pronomes pessoais independentes, sendo utilizados como objeto ou sujeito de orações com verbos e sendo desinências para indicar os argumentos dos verbos. Os pronomes em função de objeto possuem os mesmos tipos de número e pessoa que os outros pronomes e são adicionados como sufixo na forma simples dos verbos e como infixos em sua forma reduplicada, eles estão representados na tabela a seguir:
| Pessoa   | Singular   | Dual       | Plural    | Plural    |
| Pessoa   | Singular   | Dual       | Inclusivo | Exclusivo |
| -------- | ---------- | ---------- | --------- | --------- |
| Primeira | í; ɗ; í-ɗá | úú (incl.) | mú        | ŋní       |
| Segunda  | ghá        |            | ghúní     | ghúní     |
| Terceira | ∅; n       |            | xə̀n       | xə̀n       |

Agora, diferentemente dos outros tipos de pronomes, os pronomes sujeito diferenciam-se em 4 pessoas: primeira, segunda, terceira e o sujeito humano não especificado, e os tipos de número já existentes (singular, dual e plural). A seguir, está representada uma tabela com os pronomes sujeito existentes na língua hdi:
| Pessoa                  | Singular  | Dual       | Plural    | Plural    |
| Pessoa                  | Singular  | Dual       | Inclusivo | Exclusivo |
| ----------------------- | --------- | ---------- | --------- | --------- |
| Primeira                | í; íyù    | úú (incl.) | mú        | ŋní       |
| Segunda                 | ká        |            | kúní      | kúní      |
| Terceira                | ∅; a; tsí |            | xə̀n       | xə̀n       |
| Humano não especificado |           |            | lú        | lú        |

### Verbos
Em hdi os verbos possuem 4 classes verbais: não especificado, transitivo, intransitivo e bitransitivo; e podem ser conjugados em número, tempo, modo e aspecto. Além disso, há a diferenciação entre percepção direta e indireta, fenômeno relacionado com a evidencialidade.

#### Classes verbais
Na língua hdi, os verbos são classificados em quatro categorias com base na transitividade, ou seja, na necessidade de um segundo argumento nominal:
- Verbos não especificados: não determinam inerentemente a presença ou ausência de um objeto. A presença de um objeto de terceira pessoa precisa ser marcada explicitamente, assim como sua ausência. Além disso, a relação do sujeito com a ação deve ser indicada por extensões verbais específicas, como -u (ponto de vista do sujeito) e -va (marcador de voz reflexiva). Exemplos incluem ɗífà (esconder) e ghúyá (ficar bêbado), que exigem marcadores para indicar se a ação foi reflexiva ou envolveu um agente externo.[45]
- Verbos transitivos: requerem um segundo argumento sem necessidade de marcação adicional. O objeto é introduzido pelo marcador tá e não é indicado no verbo. Alguns verbos, como drà (queimar) e gìgìɗà (sacudir), podem sofrer modificações morfológicas para indicar se o sujeito sofreu ou causou a ação.[46]
- Verbos intransitivos: aceitam apenas um argumento e precisam do marcador ná para introduzir um segundo participante. Por exemplo, hànà (dormir) é intransitivo, mas pode aceitar um objeto quando recebe o marcador adicional.[47]
- Verbos bitransitivos: podem ser usados tanto de forma transitiva quanto intransitiva sem alteração morfológica significativa. Um exemplo é gúná (abrir), que pode ocorrer com ou sem objeto sem mudanças estruturais complexas.[48]

A transitividade na língua hdi é amplamente marcada por extensões verbais que indicam papel temático, voz e número de participantes na ação.

#### Número
Os verbos em hdi distinguem número, e a pluralidade verbal pode indicar repetição do evento, pluralidade do sujeito (em verbos intransitivos) ou pluralidade do objeto (em verbos transitivos). Essa pluralidade é marcada de três formas principais: pela adição do infixo -á-, usado com verbos policonsonantais, inserido após a primeira consoante; reduplicação, para verbos monossilábicos, ocorrendo a repetição da consoante inicial e inserindo á; e supleção lexical, usada em alguns verbos, alterando completamente sua forma. A seguir, estão alguns exemplos de usa da pluralidade verbal:
- -á: kà x-á-ná-tá gù-xà (Ele abateu cabras)
- reduplicação: d-á-ɗà-gá-d-á-ɗà (Eles caíram)

#### Tempo
A língua possui duas categorias de tempo verbal: o passado referencial e o futuro. O passado referencial é marcado pela partícula sí no início da oração e indica eventos ocorridos em um momento específico, que pode estar explícito na frase ou recuperado pelo contexto. O futuro pode ser expresso de três formas: com o verbo auxiliar dzà’á no aspecto perfeito, com dzà’á no aspecto imperfeito ou apenas com o radical verbal, sendo esta última construção utilizada em frases negativas. A seguir, estão alguns exemplos do uso do tempo verbal:
Passado referencial: sí ndá gá ká ndá rvíɗìk (Onde você estava ontem à noite?)
Futuro afirmativo: dzà’á phlá-phlá-xə̀ŋ tá m̀ndú (Eles matarão [todos nós])

#### Modo
Os verbos em hdi podem expressar diferentes modalidades, como assertiva, hipotética, subjuntiva, imperativa e proibitiva. A modalidade assertiva, correspondente ao indicativo, não possui marcação específica. A modalidade hipotética pode ser expressa pela partícula bá no início da oração e ɓà no final ou pela combinação má com o marcador de passado sí. A modalidade subjuntiva é marcada pelo prefixo kà, e o verbo termina em -a. A forma imperativa usa o radical do verbo para o singular e acrescenta -wá no plural, enquanto a modalidade proibitiva é indicada pela partícula mà antes do verbo. A seguir, estão exemplos dessas construções:
| Modalidade             | Marcação                                        | Exemplo                      | Tradução                        |
| ---------------------- | ----------------------------------------------- | ---------------------------- | ------------------------------- |
| Assertiva (Indicativo) | Sem marcação específica                         | kà zə́ Pghìntà                | E Phinta comeu                  |
| Hipotética             | Partículas bá ... ɓà ou má sí                   | ká ùvá mántsá bá tà dzà-í ɓá | O gato disse: 'Talvez eu vá...' |
| Subjuntiva             | Prefixo kà + verbo em -a                        | kà zá Pghìntà                | Phinta deveria comer            |
| Imperativa             | Verbo no radical (singular) ou com -wá (plural) | kl-í-g-í-ɗá-ghà-wá kɗìx-á-ɗà | Tragam-me o burro               |
| Proibitiva             | Partícula mà antes do verbo                     | mà tágh-ká tá skál-á m̀ndú    | Não aprenda a dança dos outros  |

Essa estrutura evidencia como o hdi diferencia modos verbais, codificando nuances de certeza, possibilidade, obrigação e negação.

#### Aspecto
Essa língua distingue quatro aspectos verbais principais: perfeito, imperfeito, durativo e progressivo. Há dois sistemas para marcar o perfeito e o imperfeito. O primeiro ocorre em cláusulas afirmativas indicativas, perguntas sim/não e comentários sobre o tópico da oração. Essas cláusulas são semanticamente independentes e não exigem pressuposições discursivas. O segundo sistema ocorre em situações de ênfase de algum termo, orações relativas, perguntas de conteúdo e construções de introdução de um novo tópico, que dependem de um contexto discursivo prévio para interpretação, sendo pragmáticamente dependentes. O aspecto progressivo é indicado pela forma tà seguida da reduplicação do verbo com o sufixo potencial -a. A tabela a seguir resume essas marcações:
| Aspecto     | Independente            | Dependente       | Exemplo                | Tradução              |
| ----------- | ----------------------- | ---------------- | ---------------------- | --------------------- |
| perfeito    | Reduplicação            | Verbo + -a       | v-í-n-và tá vú         | Ele acendeu um fogo   |
| Imperfeito  | tà + verbo nominalizado | tà + raiz verbal | tà vàl-ú mbítsá        | Mbítsá pula           |
| Estativo    | ndá + verbo + -a        |                  | ndá mtá dá-ní          | O pai dele está morto |
| Progressivo | tà + reduplicação + -a  |                  | tá xwáy-áy-xwáy-áy-xə̀n | Eles estão correndo   |

Esse sistema demonstra como hdi diferencia eventos concluídos, ações em andamento e estados contínuos, dependendo do contexto pragmático da oração.

#### Evidencialidade
Na língua hdi, há uma diferenciação entre percepção direta e indireta quando se utiliza os verbos ńghá (ver) e sná (ouvir, saber). Para percepção direta,  utiliza-se a estrutura kàwák + pronome sujeito, outra forma de marcar esse fenômeno é pela nominalização da oração subordinada ao verbo. Para percepção indireta, a oração subordinada deve estar entre as expressões kà zlày + oração subordinada + ká-'á. A seguir, estão alguns exemplos do funcionamento da evidencialidade na língua:
- Percepção direta: ńghá kàwák-íyù sí tà vàlá vlì (Olha como eu pulei)
- Percepção indireta: sná-ghá-sná kà zlày tà dzà'-í ká-'á (Ele ouviu que eu deveria ir)

### Adjetivos e adjuntos

#### Adjetivos
São considerados adjetivos em hdi termos que modificam substantivos e que não pode ser utilizados sozinhos. Os termos que indicam tamanho, forma e qualidade pertencem à categoria dos adjetivos, enquanto que os termos de cor não são classificados dessa maneira. A construção modificadora com adjetivos segue a forma substantivo + adjetivo, sem qualquer marcador intermediário. Os numerais comportam-se de forma semelhante aos adjetivos, seguindo a estrutura substantivo + numeral. O comparativo é formado pela partícula yà entre o substantivo e o adjetivo, indicando tanto o comparativo quanto o superlativo. A seguir, estão alguns exemplos do uso de adjetivos e superlativo:
- vú kì'yá (fogo pequeno)
- m̀ndú yà dágálá (o homem mais importante)

#### Adjuntos
Adjunto refere-se a funções semânticas que podem ser adicionadas a qualquer predicado e ocorrem em orações que já possuem sujeito, objeto ou ambos. Em hdi, todos os adjuntos são marcados por preposições, mas nem toda expressão preposicional indica um adjunto. A preposição kà marca um papel semântico de transformação, indicando a conversão de uma entidade em outra. Já a preposição ndà pode indicar um participante conjunto, um argumento instrumental ou uma expressão temporal. A seguir, estão alguns exemplos de frases com a presença de adjuntos:
- kà d-ú-tà kà ghzú (e ela o transformou em cerveja)

### Quantificadores e numerais
Os numerais e quantificadores em hdi modificam substantivos e seguem padrões específicos de construção. Os numerais ordinais aparecem na forma má + numeral + á + substantivo, enquanto os quantificadores seguem a estrutura substantivo  + quantificador. Entre os quantificadores, encontram-se termos como tùrtúkw (um), dágálá (muitos) e kítìkw (pouco), que também podem funcionar como adjetivos. Outros elementos, como pronomes possessivos, podem intervir entre o substantivo e o quantificador, mas quantificadores não ocorrem com pronomes demonstrativos. A seguir, são apresentados alguns exemplos do uso de numerais e quantificadores:
- má xìs-á màrkwá-tán (sua segunda esposa)
- s-ù-sà tá ghzú démdém (ela bebeu toda a cerveja)

## Vocabulário

### Provérbios e Ditados
A seguir, estão representados dois dizeres populares que mostram características marcantes da cultura hdi, principalmente, sua relação com o milho-de-guiné, principal produto comercial dos falantes dessa língua, e sua relação com a dança, sendo uma palavra utilizada para indicar o caráter, ações que as pessoas realizam.
| Hdi                          | Português                                                                                       |
| ---------------------------- | ----------------------------------------------------------------------------------------------- |
| mándá xìyá tà ǹgh-í tà kághá | Você é muito bonito(a). (lit. Eu vejo você como milho-de-guiné.)                                |
| mà tágh-ká tá skál-á m̀ndú    | Não aprenda a dança dos outros. (interpretação: siga seu próprio caminho; não imite os outros.) |

### Cão e Hiena

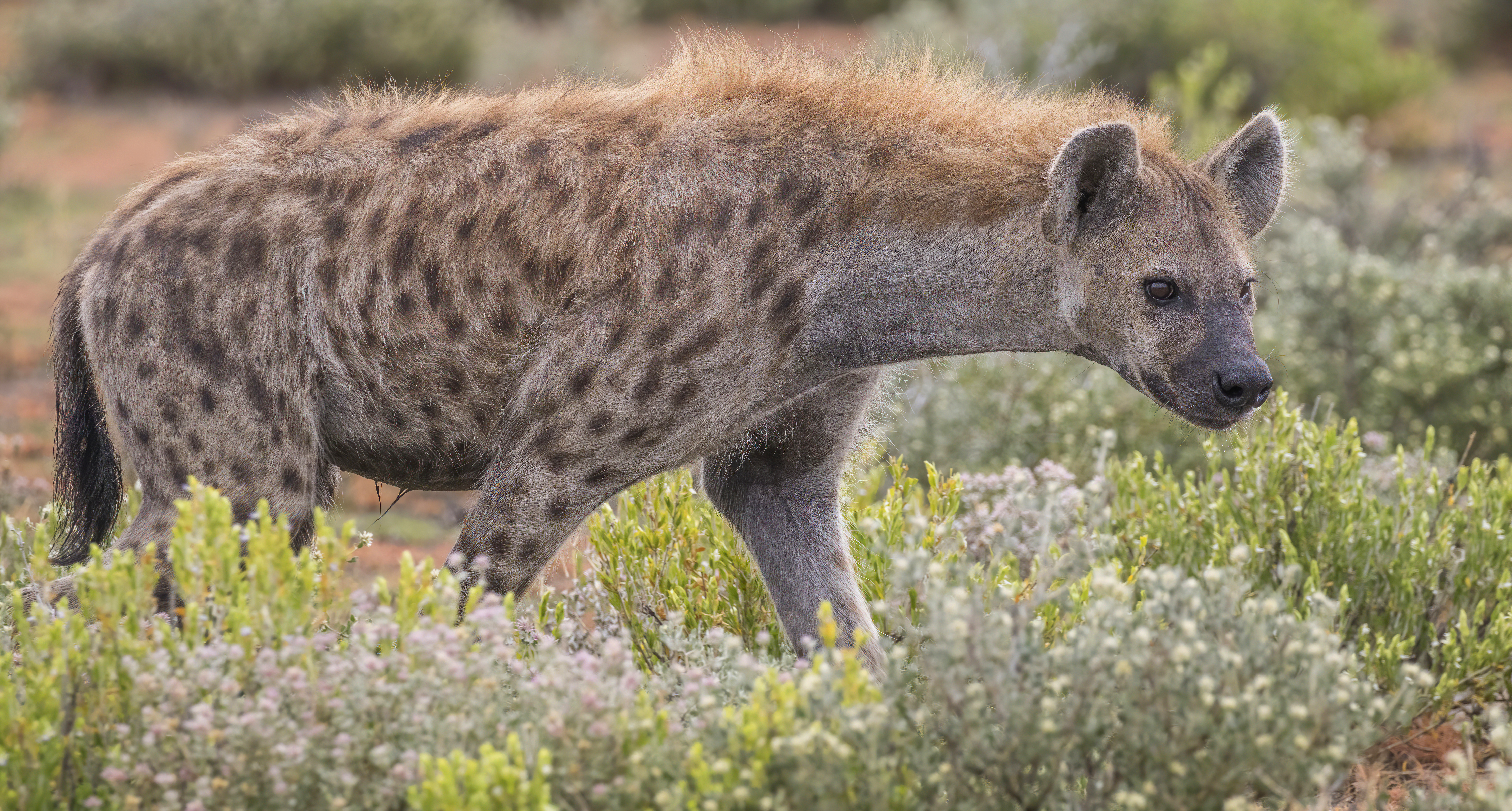
Imagem de uma hiena

O texto é o conto popular mais conhecido dessa língua, possuindo várias versões que podem durar muitas horas. Os personagens principais da história são antropomorfizados. Nunca há um artigo definido ou um demonstrativo adicionado às palavras krì ("cão") e pákáwá ghúvì ("hiena"), indicando que se tratam de nomes próprios, então na tradução para português foram omitidos os artigos e foram capitalizadas as palavras "Cão" e "Hiena". A seguir estão as primeiras 15 frases do conto:

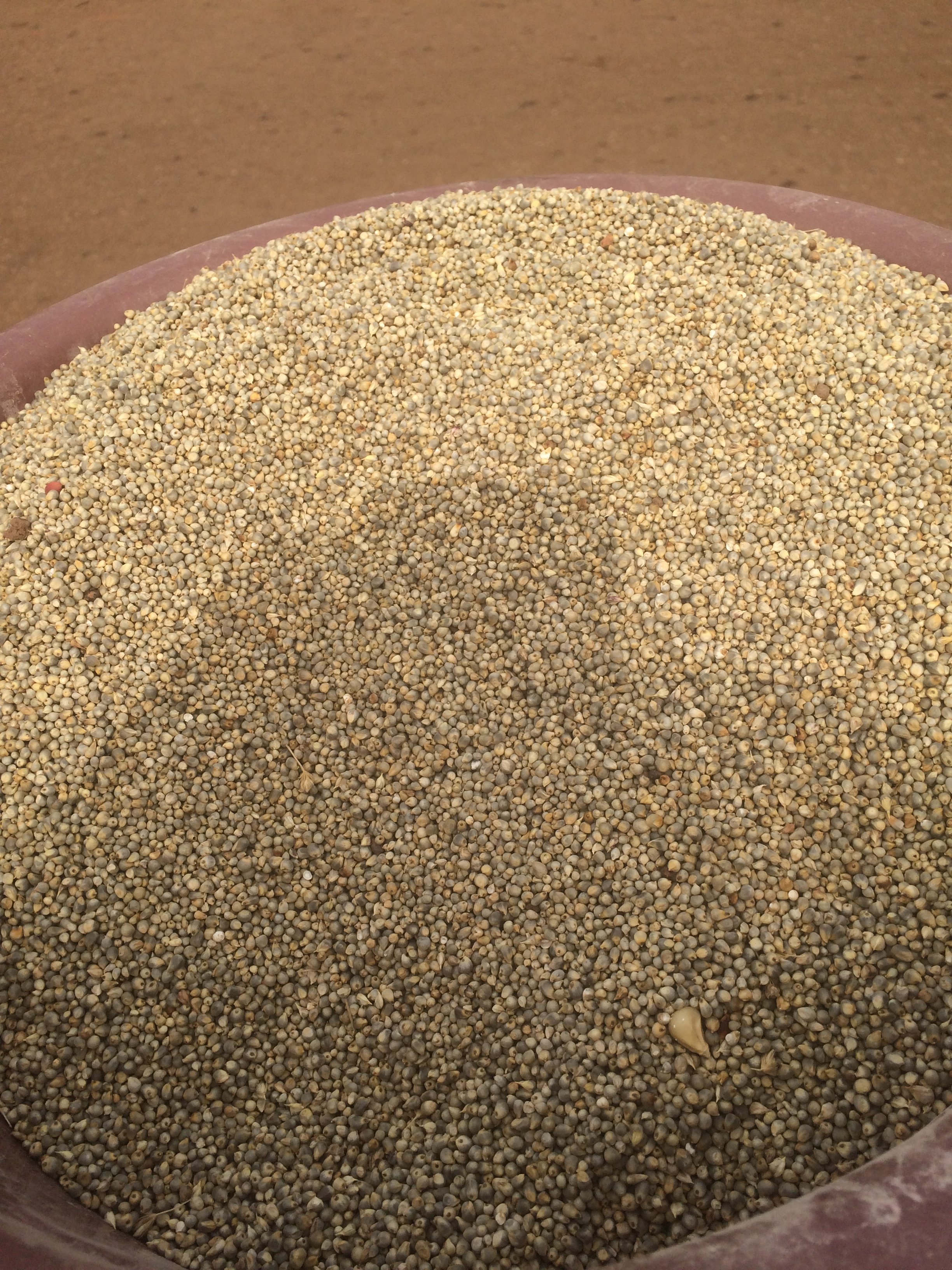
Grãos de milho-da-guiné

| Hdi                                                                                     | Português                                                                                          |
| --------------------------------------------------------------------------------------- | -------------------------------------------------------------------------------------------------- |
| ì krì ndá pákáwá ghúvì                                                                  | Cão e Hiena.                                                                                       |
| mà sán-à fìtík mbàɗ ká ì pákáwá ghúvì kà nzà-tà ndá krì                                 | Certa vez, Hiena e Cão viviam juntos.                                                              |
| mbàɗ ká pákáwá ghúví kà xvá-tá xvá                                                      | Hiena já havia cultivado.                                                                          |
| mbàɗ ká-xɘ̀n ká ɗg-áy                                                                    | E eles estavam debulhando.                                                                         |
| tà wáwà-kú-á-ní krì mbàɗ ká kà ǹghà-dá-ghà-tà ná tà ɗgɘ́ tùrtúkw-á-ní                    | Quando Cão estava passeando, ele percebeu que Hiena estava debulhando sozinho.                     |
| mbàɗ ká krì kà lá-ghà zlghà-n-tà                                                        | Então Cão veio e ajudou-o.                                                                         |
| ɗg-áy-tán tá ɗgú yá mbàɗ ká pákáwá ghúvì kà klà-á-tá vàrà kà zlày nà ká l-í dà-tà ká-’á | Enquanto eles estavam debulhando. Hiena pegou alguns feijões e disse: "Preciso ir cozinhar esses". |
| yyàw ká krì                                                                             | Cão disse: "OK".                                                                                   |
| mbàɗ ká krì ká ɗg-áy                                                                    | E Cão continuou debulhando.                                                                        |
| lá-ghà pákáwá ghúví kày ká lá-bì díngà-f-tá tsá mbízá yá                                | Depois que Hiena saiu, ele pôs fogo debaixo do prato de feijão no fogo.                            |
| mbàɗ ká-’á kà xlá-f-tá zwàn-à krì ká pgh-í-n-tà gúɗúk dìstá-ní                          | E então ele reuniu os filhos de Cão e colocou todos dentro [dos feijões].                          |
| mbàɗ ká kà v-í-n-tá vú kíʼyá ndá                                                        | Então ele acendeu o fogo debaixo deles                                                             |
| mbàɗ ká-xɘ̀n kà ɗgú                                                                      | Eles continuaram debulhando.                                                                       |
| kà l-íyù ngás-í-n-tá vú mìstá mbízà ká pákáw ghúvì                                      | "Tenho que empurrar no fogo debaixo do prato de feijão", disse Hiena.                              |
| á kà lá-b-l-íyù kághá á màlí rí                                                         | "Oh, não deveria eu ir? Você não é mais velho?"                                                    |

### ghùz-á dùxwál(Cerveja da Maturidade)
Na cultura hdi existe uma cerimônia de iniciação à vida adulta, após a morte do pai, chamada ghùz-á dùxwál ("cerveja da maturidade"). A grande relação entre "cerveja" e "celebração" demonstrada nessa cerimônia ocorre pela cerveja de milho-da-guiné ser a bebida alcoólica mais significativa desse povo, sendo consumida tanto no cotidiano quanto em celebrações. A seguir está um texto contado por um falante de hdi sobre essa cerimônia, o texto apresenta alguns empréstimos do fula e do hauçá, e certas frases revelam uma mudança involuntária no sujeito, alternando entre terceira, segunda e até primeira pessoa:
| Hdi | Português                                                                    |
| --- | ---------------------------------------------------------------------------- |
| ghùz-á dùxwál tà fúɗàkú mándá mtá-tá dá-ní mà míndú                                                            | A cerveja da maturidade começa após a morte do pai de alguém.                |
| yáwà mtá tá dá-ní mà m̀ndú tà kúm-ày tá màrà-n-tà kà zlày ná ndá gl-íyù tàmá                                    | Bem, a morte do pai de alguém significaria que ele já é um adulto.           |
| ngá dà-gá-ghà-tà índà grá-xà-ní tá ghzú                                                                        | Todos os seus amigos devem cozinhar cerveja e trazê-la para lá.              |
| ngá fá-m-tà dàgà gítà ndá glá-ká                                                                               | A partir desse dia, ele deve ser considerado um adulto.                      |
| ngá zá tá tsá vàkú yá                                                                                          | Ele deve esperar este ano.                                                   |
| ngá zá-tà-ní tá vàkú xìs                                                                                       | Ele deve esperar dois anos.                                                  |
| tà xúl-á vàkú xìs ngá pgh-ày-ní tá pghù                                                                        | Após dois anos, ele deve derramar uma libação.                               |
| pghù tsá yá dzá'á màrà-n-tá snà-n-tà-ní tá dàdá-xà-ní ndá mtá dàgà dá-ní dá-ní mà dá-ní dá-ní mà dá-ní xá gùlú | É a libação que o fará conhecer seus ancestrais mortos, de volta a Gulu.     |
| bàɗú pghù dzà'á hlí'yá-f-hlí'yá màràkw kà lá-úgh-í dà lá dá-ní                                                 | No dia da iniciação, a esposa se levantará e irá para a casa de sua família. |
| tà skálú-lú tá skálú gírvídìk                                                                                  | Dança-se a noite toda, e...                                                  |
| tà xúl-á skálú dzà'á sá-ghà-sá màràkw gá sə̀rɗə́k ndá lá dá-ní                                                   | Após a dança, a mulher virá de manhã, junto com seus pais.                   |
| dzà'á sá-ghà-sá-xə̀n ndá wùdà ndá sígà                                                                          | Eles virão com um wùdà e sígà de cerveja.                                    |
| ngá lá-mà-ní ndá tà zlàŋgwàɗák                                                                                 | Ela deve entrar pela parte de trás do composto.                              |

## Menções
A sintaxe de verbos transitivos e intransitivos no presente e passado na língua hdi foi tema do problema 4 da Terceira Olimpíada de Linguística da Ásia-Pacífico em 2021.
Em 2020, foi lançado um aplicativo para celular com uma versão em hdi da Bíblia católica.